# Wanssum
Wanssum est un village néerlandais situé dans la commune de Venray, dans la province du Limbourg néerlandais. Le 1er janvier 2007, le village comptait 1 970 habitants.

## Histoire
Le 1er juillet 1969, la commune de Wanssum fusionne avec celle de Meerlo, pour former la nouvelle commune de Meerlo-Wanssum. Depuis le 1er janvier 2010, la localité fait partie de la commune de Venray.